# Postmoderne filosofie
Postmoderne filosofie is een door twijfel en relativering gekenmerkte wereldbeschouwing die het bestaan van een absolute waarheid ter discussie stelt. Tegenover concepten als kennistheoretische zekerheid, vaste identiteit, historische vooruitgang en eenduidigheid van betekenis, stellen postmoderne denkers ondermijnende concepten als verschil, herhaling, spoor, hyperrealiteit. Hoewel het geen periodebegrip betreft, gaat het om twintigste-eeuwse denkbeelden binnen de hedendaagse filosofie die enerzijds een kritiek op de moderniteit en het modernisme zijn, maar anderzijds een radicale voortzetting van het modernisme. Het postmodernisme werd een controversiële filosofie, doordat tegenstanders deze heftig bekritiseerden.
In 1979 introduceerde Jean-François Lyotard het woord postmodernisme in de filosofie met de publicatie van zijn boek La condition postmoderne.

## Geschiedenis
De invloeden van de postmoderne filosofie zien we in de Franse filosofie van de jaren 50, 60 en 70. Toen werd de term "postmodern" nog niet genoemd, maar begonnen diverse filosofen fundamentele kritiek te leveren op de wetenschappen. Vaak genoemde namen zijn de fenomenologen Edmund Husserl en Martin Heidegger, de psychoanalist Jacques Lacan, de structuralist Roland Barthes, en de taalfilosoof en logicus Ludwig Wittgenstein.
Jean-François Lyotard is met zijn boek getiteld La condition postmoderne uit 1979 degene aan wie de term postmodernisme kan worden toegeschreven. Lyotard meent dat de 'grote verhalen' dood zijn en daarmee de moderniteit ten einde is. Hiermee zijn we volgens hem in het postmoderne tijdperk beland. Later zou Lyotard zelf kritiek uitoefenen op zijn boek.

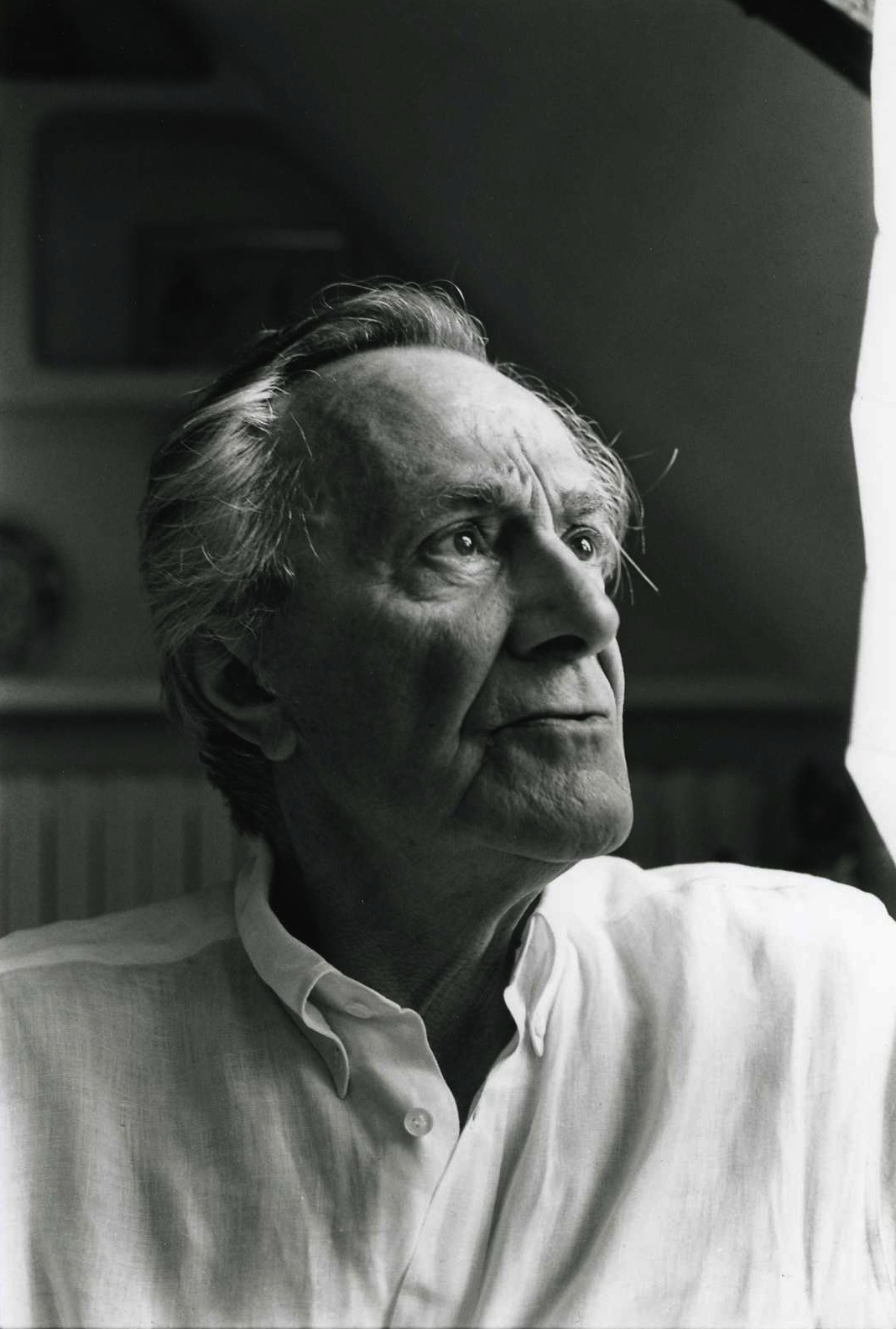
Jean-Francois Lyotard

De Amerikaanse filosoof Richard Rorty wordt - min of meer tegen zijn eigen wil - eveneens vaak genoemd als baanbrekend postmodern denker. Rorty beargumenteerde dat de werkelijkheid niet "out there" bestaat, maar alleen bestaat in taal; een bepaalde taal bestaat alleen in een bepaalde tijd en op een bepaalde plaats.
Naast de bovengenoemde filosofen worden ook Baudrillard, Jacques Derrida, Michel Foucault en Gianni Vattimo tot de postmoderne filosofie gerekend. Kenmerkend is dat zij allen in meer of mindere mate zijn beïnvloed door Friedrich Nietzsche.
Vanwege de vooruitgang van de exacte wetenschappen dachten postmoderne filosofen dat de werkelijkheid te complex is om nog in 'allesverklarende theorieën' te passen. Het geloof in de 'verlossing' door de wetenschap en de techniek achtten zij fundamenteel aangetast: zij richtten zich vooral op kritiek op het gevondene en uitgevondene. Ook wordt het geloof op zich (in de traditie van de westerse filosofie vooral te danken aan het christendom) opzij gezet. Het geloof in universele ethiek bestaat voor de postmodernisten niet meer. Het wordt door hen beschouwd als een illusie.

## Inhoud

### Relativisme
De relativering van de wereld doet volgens de postmoderne filosofie fragmentatie ontstaan, waardoor de wereld als ding op zich niet meer bestaat. Ieder leeft in zijn eigen fragment van werkelijkheid (denkbeelden van 'juist leven' zijn ideologisch bepaald). Postmodernisten baseren zich hierbij op Friedrich Nietzsche, die met zijn uitspraak "God is dood" niet enkel de ontbinding van sacrale overkoepelende waarden- en normenstelsels proclameerde, maar volgens hen zo ook de filosofie de grond ontnam. Volgens Nietzsche kon de mens, mits die zich inspande om de normen en waarden van de samenleving te overstijgen, zijn eigen normen en waarden kiezen.
De postmodernisten zien in de filosofie in de 20e eeuw drie problemen:
- Het legenest-syndroom: door de eeuwen heen hebben zich de dochters van de filosofie, als moeder aller wetenschappen, zelfstandig gemaakt (natuurwetenschappen, taalwetenschappen, sociale wetenschappen). De filosofen rest niets anders dan de geschiedenis van hun vakgebied te leren.
- De verregaande emancipatie en specialisatie van haar dochters: de wetenschappelijke fragmentatie is doorgeschoten en maakt onderlinge communicatie moeilijk; wat rest als taak voor de filosofie? Onderzoek van de wetenschap zelf, onderzoek van wetenschap op zich. (De wetenschapsfilosofie stelt zich de vragen: Wanneer is iets wetenschap? Wat is een bewijs? Wanneer is iets een bewijs? Kortom, zij zoekt naar een eenheid in de wetenschappen.)
- Algemene aanvaarding van de fragmentarisatie van de wereld: volgens een postmoderne visie is de samenleving ingedeeld in drie grote stromingen die een nadelig effect hebben op de wereld op zich en op de mens. De economie reduceert alles tot koopwaar; de wetenschap maakt alles tot objecten die kunnen worden onderzocht en zo wordt de mens een middel om de wetenschap te ontwikkelen; de techniek maakt de mens tot verlengstuk van deze techniek en er ontstaat afhankelijkheid. De filosofie rest niets anders dan kritiek te leveren op de maatschappij en te hopen emancipatie van de mens ten opzichte van wetenschap en techniek te bewerkstelligen.

### Wetenschap en techniek
Sinds 1945 heeft de postmoderne filosofie pogingen ondernomen zich in de wereld van de wetenschap en techniek een nieuwe plaats eigen te maken en heeft ze wat het herontdekken van sacrale overkoepelende theoretische benaderingen van waarden- en normenstelsels betreft, filosofen als Arnold Gehlen, Charles Taylor, Peter Sloterdijk en Boris Groys voortgebracht.

## Kritiek op het postmodernisme
Diverse academici uiten kritiek op de stijl en inhoud van de postmoderne filosofie:
- Noam Chomsky wijst erop dat postmodernisten doorgaans niet in staat zijn uit hun complexe jargon te treden, en hun bevindingen uit te leggen in lekentaal. Volgens hem is het een van de grondbeginselen van de wetenschap dat er kennis toegevoegd wordt aan het algemene reservoir van reeds bestaande kennis. Jargon kan een hulpmiddel zijn voor vakgenoten, maar mag nooit een belemmering zijn voor niet-ingewijden om te begrijpen waar het over gaat.

There are lots of things I don't understand — say, the latest debates over whether neutrinos have mass or the way that Fermat's last theorem was (apparently) proven recently. But from 50 years in this game, I have learned two things: (1) I can ask friends who work in these areas to explain it to me at a level that I can understand, and they can do so, without particular difficulty; (2) if I'm interested, I can proceed to learn more so that I will come to understand it. Now Derrida, Lacan, Lyotard, Kristeva, etc. --- even Foucault, whom I knew and liked, and who was somewhat different from the rest --- write things that I also don't understand, but (1) and (2) don't hold: no one who says they do understand can explain it to me and I haven't a clue as to how to proceed to overcome my failures. That leaves one of two possibilities: (a) some new advance in intellectual life has been made, perhaps some sudden genetic mutation, which has created a form of ``theory`` that is beyond quantum theory, topology, etc., in depth and profundity; or (b) ... I won't spell it out.

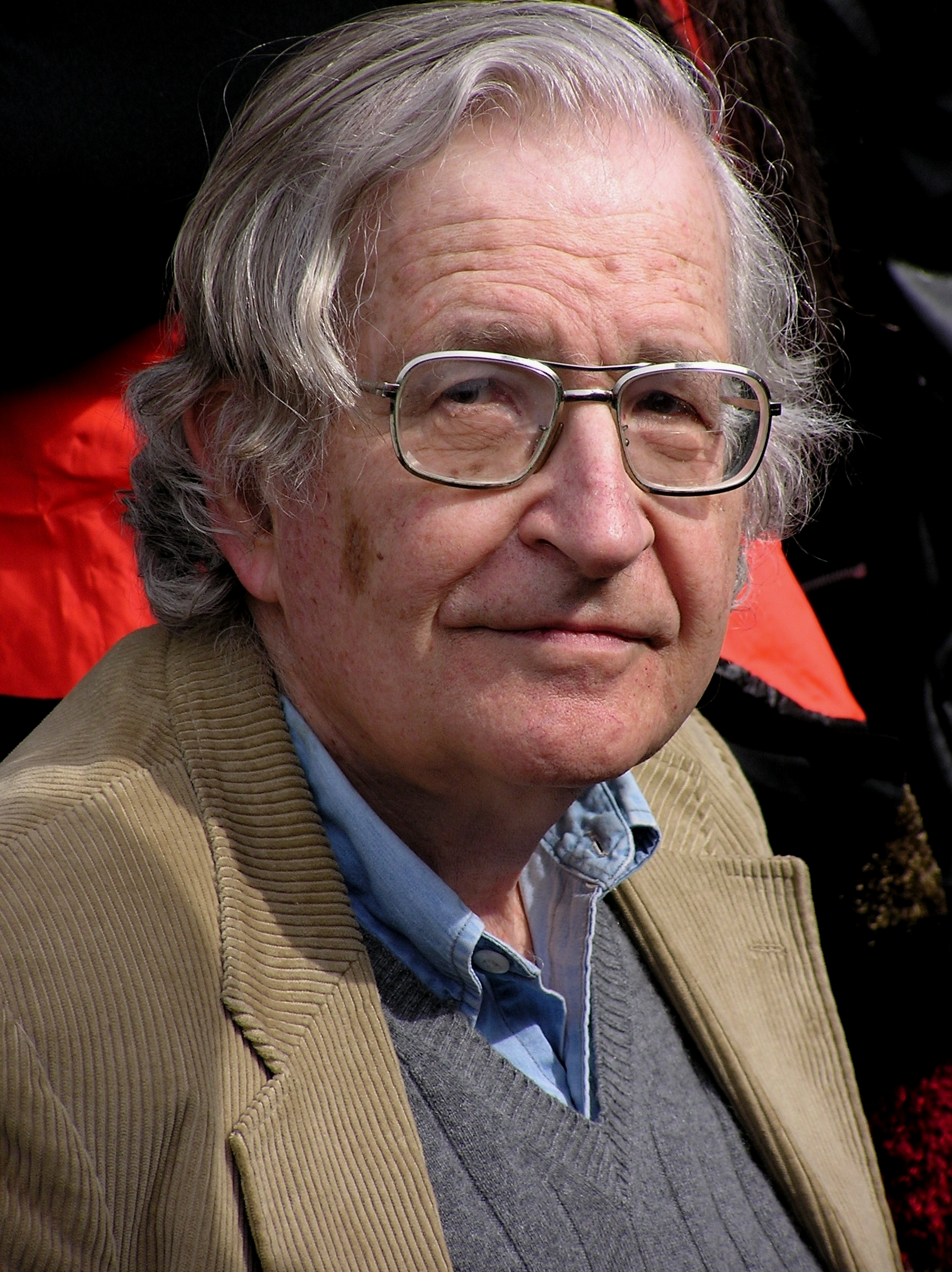
Noam Chomsky

- Alan Sokal en Jean Bricmont ergerden zich aan de pretentieuze toon van postmodernisten, zeker op het gebied van de natuurkunde. Deze toon is volgens hen zeker niet terecht, omdat de postmodernisten die over deze gebieden schrijven, vaak weinig tot niets afweten van deze vakgebieden. Dit leidt tot aperte nonsens, die echter door niet-deskundigen als zoete koek zou worden geslikt. Daarom schreven Sokal en Bricmont het artikel "Transgressing the Boundaries: Toward a Transformative Hermeneutics of Quantum Gravity". Dit artikel bestond uit vage en onzinnige formuleringen, die uiteindelijk zouden aantonen dat de realiteit niet bestaat. Sokal en Bricmont stuurden hun artikel naar het blad Social Text, dat het wonderwel plaatste. Toen zij onthulden dat het hele artikel een hoax was, zorgde dit voor een schandaal (de Sokal-affaire).[4]
- Richard Dawkins bekritiseert eveneens het vage taalgebruik van vele postmodernisten. Hij neemt hierbij ook de droogheid en ondoordringbaarheid van menig postmodern essay op de hak. Want hoewel de postmodernisten claimen "taalspellen" te spelen, zijn hun spellen volgens Dawkins opmerkelijk droog en saai. Bovendien is de zure toon waarmee Sokal en Bricmonts hoax werd ontvangen niet bepaald de reactie van mensen die taalspellen claimen te spelen. Ten slotte wijst Dawkins erop dat menig postmodernist weinig kennis toevoegt aan zijn vakgebied. Dit is jammer, want hiermee houden zij volgens hem posities bezet die door eerlijke wetenschappers met liefde voor kennis zouden kunnen worden bekleed.[5]
- Jürgen Habermas wijst erop dat de scepsis van het postmodernisme tegenover de progressieve waarden van de Verlichting niets meer is dan een verkapte vorm van conservatisme. Postmodernisten baseren zich op filosofen als Nietzsche en Heidegger, die eerder golden als het conservatieve tegengeluid tegen de moderniteit. In dit opzicht zijn de postmodernisten de hedendaagse vertolkers van een veel ouder conservatief geluid.[6]